# 菱川師盛
菱川 師盛（ひしかわ もろもり、生没年不詳）とは、江戸時代の浮世絵師。

## 来歴
『浮世絵師便覧』に「菱川氏、名は勝重、師宣の門人か、詳らかならず」とあり、作画期は元禄の頃としている。『原色浮世絵大百科事典』は「菱川師宣門人と推定されている」とし、肉筆美人画の作があるという。